# 인터넷우체국
인터넷우체국(인터넷郵遞局)은 택배·국제특송·쇼핑·e그린우편·경조카드 등의 우편서비스를 우체국을 방문하지 않고 인터넷을 통해 이용할 수 있는 대한민국 미래창조과학부 우정사업본부 우정사업정보센터 소속기관으로 인터넷우체국장(5급~6급)은 행정사무관ㆍ공업사무관ㆍ시설사무관ㆍ전산사무관ㆍ통신사무관ㆍ행정주사ㆍ공업주사ㆍ시설주사ㆍ전산주사 또는 통신주사로 보한다. 2011년 11월부터 회원 가입 후 실명확인 인증, 공인인증서 인증 또는 아이핀(i-Pin) 인증을 통해 본인확인절차를 거치면 성적증명서, 졸업증명서, 재학증명서, 교육지원 대상자 증명, 제대군인(자녀)교육보호 대상자 증명, 취업지원 대상자 증명(국가유공자 등), 조세감면 증명 등 23종의 민원서류에 대한 우편서비스를 제공받을 수 있다. 전라남도 나주시 산포면 광주·전남공동혁신도시내에 위치하고 있다.

## 주요 업무
- 인터넷우체국(e-POST) 시스템의 운영 및 관리
- 인터넷우체국 서비스의 전산화 추진
- 서비스별 처리현황 모니터링 및 민원업무처리
- 세입금 정산 및 국고납입 관련업무
- 인터넷우체국사업 마케팅 및 운영관리
- 인터넷우체국 개인정보보호 및 전산보안
- 인터넷우체국 신규서비스 개발 및 운영
- 그 밖에 인터넷우체국 운영에 관련된 사항